# Estadio Kâzım Karabekir
El Estadio Kâzım Karabekir anteriormente llamado Estadio Cemal Gürsel es un estadio multipropósito ubicado en la ciudad de Erzurum en la Región de Anatolia Oriental, Turquía, el recinto es propiedad del club Büyükşehir Belediye Erzurumspor equipo de la Superliga de Turquía y debe su nombre a Kâzım Karabekir exgeneral y político turco. Su capacidad llega a los 23 700 espectadores.
El estadio construido e inaugurado en 1968, fue totalmente remodelado y modernizado en 2010 para albergar las ceremonias de apertura y clausura de la Universiada de invierno de 2011 realizada en Erzurum. En 2012 albergó la Supercopa de Turquía entre Galatasaray y Fenerbahçe con triunfo del primero por 3-2.